# كيلي غريف
كيلي غريف (بالإنجليزية: Kelly Grieve) هي لاعبة كرة لينة أمريكية، ولدت في 10 مايو 1989 في آشفيل في الولايات المتحدة.